# Sauris ignobilis
Sauris ignobilis är en fjärilsart som beskrevs av Butler 1880. Sauris ignobilis ingår i släktet Sauris och familjen mätare. Inga underarter finns listade.